# Free Tibet
Free Tibet – drugi album polskiego zespołu jazowego Tymański Yass Ensemble.

## Spis utworów
1. "Milarepa" (Tymański) –  02:28
2. "Bodhicitta" (Tymański-Mazolewski-Staruszkiewicz) – 03:31
3. "Mahakala" (Tymański)  – 03:16
4. "6 Yogas of Naropa" (Tymański-Mazolewski) – 4:55
5. "Mandala" (Wojtczak) – 2:22
6. "Green Tara" (Mazolewski) – 2:58
7. "The Kunley S Bounce" (Korecki) – 3:10
8. "Shine" (Tymański) – 3:43
9. "Chinese-Time-To-Go-Home" (Tymański) – 7:21
10. "Phowa" (Gralak) – 1:43
11. "The Buddha Nature" (Tymański) – 2:10
12. "Free Tibet"(Tymański-Mazolewski) – 7:40

## Twórcy
- Antoni Ziut Gralak – trąbka, tuba
- Aleksander Korecki – saksofon altowy i barytonowy, flet
- Ireneusz Wojtczak – saksofon tenorowy i sopranowy
- Tymon Tymański – gitara
- Wojtek Mazolewski – gitara basowa, elektrobas
- Kuba Staruszkiewicz – perkusja

Gościnnie:
- Darek Makaruk – "space sounds, remixes"
- Piotr Dunajski
- Marcin Slusarczyk – saksofon altowy
- Filip Gałązka – konga
- Wojtek Lopez Stamm – chanting
- Grzegorz Nawrocki – chanting